# Lauriane Truchetet
Lauriane Truchetet (ur. 7 kwietnia 1984 w Miluzie) – francuska siatkarka, grająca na pozycji rozgrywającej. Od sezonu 2014/2015 jest asystentką trenera we francuskiej drużynie Vannes Volley-Ball.